# Alpineskiën op de Olympische Winterspelen 2002

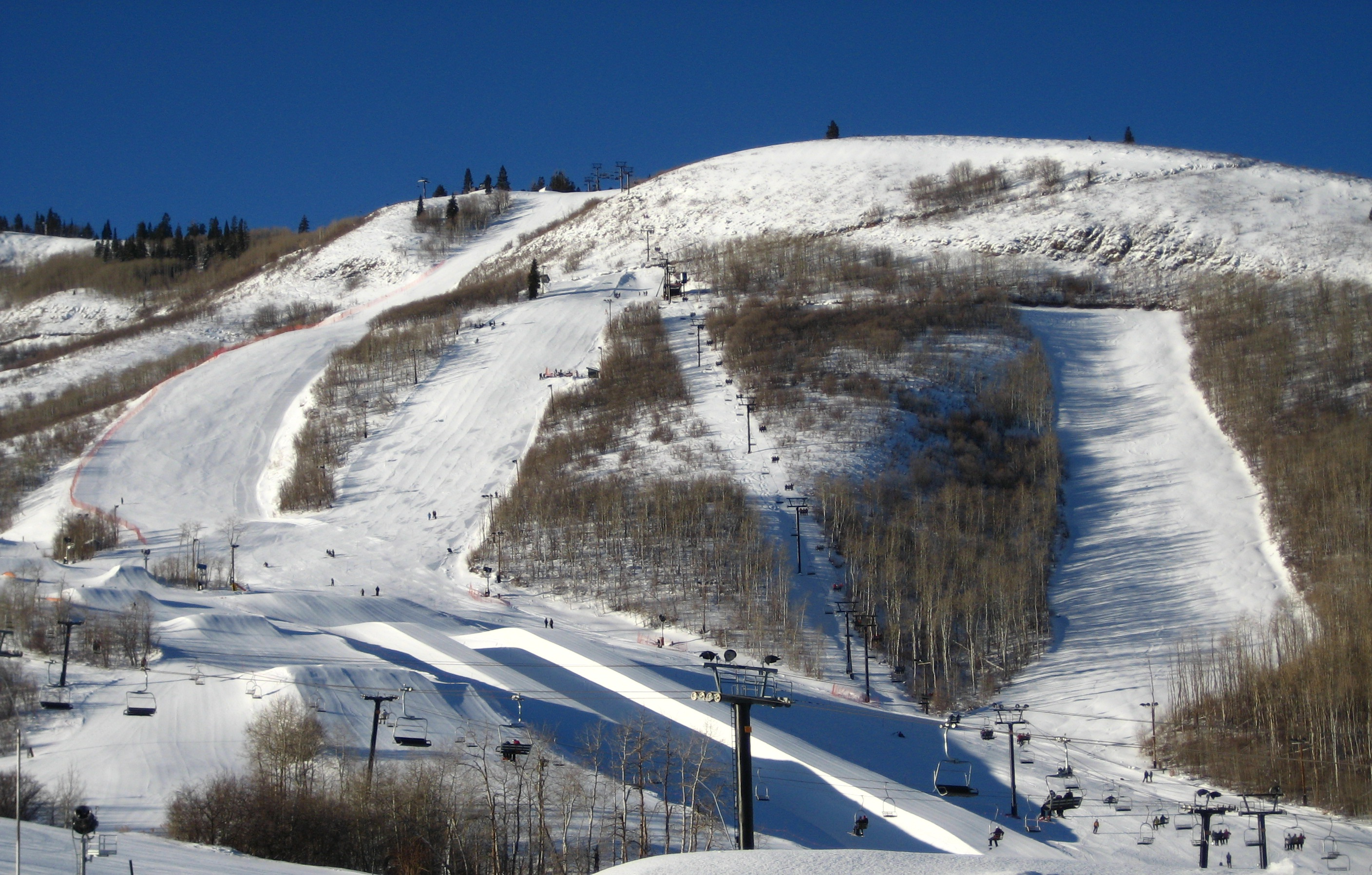

Alpineskiën is een van de sporten die beoefend werden tijdens de Olympische Winterspelen 2002 in Salt Lake City.

## Heren

### Afdaling
| rang   | sporter(s)          | land | tijd    |
| ------ | ------------------- | ---- | ------- |
| Goud   | Fritz Strobl        | AUT  | 1:39.13 |
| Zilver | Lasse Kjus          | NOR  | 1:39.35 |
| Brons  | Stephan Eberharter  | AUT  | 1:39.41 |
| 4      | Kjetil André Aamodt | NOR  | 1:39.78 |
| 5      | Claude Crétier      | FRA  | 1:39.96 |
| 6      | Christian Greber    | AUT  | 1:40.00 |
| 7      | Fredrik Nyberg      | SWE  | 1:40.30 |
| 8      | Ambrosi Hoffmann    | SUI  | 1:40.31 |

### Super G
| rang   | sporter(s)          | land | tijd    |
| ------ | ------------------- | ---- | ------- |
| Goud   | Kjetil André Aamodt | NOR  | 1:21.58 |
| Zilver | Stephan Eberharter  | AUT  | 1:21.68 |
| Brons  | Andreas Schifferer  | AUT  | 1:21.83 |
| 4      | Fritz Strobl        | AUT  | 1:21.92 |
| 5      | Bjarne Solbakken    | NOR  | 1:22.10 |
| 6      | Didier Défago       | SUI  | 1:22.27 |
| 7      | Christoph Gruber    | AUT  | 1:22.35 |
| 8      | Daron Rahlves       | USA  | 1:22.48 |

### Reuzenslalom
| rang   | sporter(s)            | land | tijd    |
| ------ | --------------------- | ---- | ------- |
| Goud   | Stephan Eberharter    | AUT  | 2:23.28 |
| Zilver | Bode Miller           | USA  | 2:24.16 |
| Brons  | Lasse Kjus            | NOR  | 2:24.32 |
| 4      | Benjamin Raich        | AUT  | 2:24.40 |
| 5      | Christoph Gruber      | AUT  | 2:24.41 |
| 6      | Bjarne Solbakken      | NOR  | 2:24.50 |
| 7      | Kjetil André Aamodt   | NOR  | 2:24.62 |
| 8      | Massimiliano Blardone | ITA  | 2:24.87 |

### Slalom
| rang   | sporter(s)          | land | tijd    |
| ------ | ------------------- | ---- | ------- |
| Goud   | Jean-Pierre Vidal   | FRA  | 1:41.06 |
| Zilver | Sébastien Amiez     | FRA  | 1:41.82 |
| Brons  | Benjamin Raich      | AUT  | 1:42.41 |
| 4      | Kilian Albrecht     | AUT  | 1:42.45 |
| 5      | Urs Imboden         | SUI  | 1:42.48 |
| 6      | Kjetil André Aamodt | NOR  | 1:42.72 |
| 7      | Markus Larsson      | SWE  | 1:42.86 |
| 8      | Jure Košir          | SLO  | 1:43.34 |

Allan Baxter ( GBR) eindigde als derde. Hij werd positief bevonden bij de dopingtest. De bronzen medaille werd een paar maanden later uitgereikt aan Benjamin Raich in diens woonplaats.

### Combinatie
| rang   | sporter(s)          | land | afdaling | slalom  | tijd    |
| ------ | ------------------- | ---- | -------- | ------- | ------- |
| Goud   | Kjetil André Aamodt | NOR  | 1:38.79  | 1:38.77 | 3:17.56 |
| Zilver | Bode Miller         | USA  | 1:41.23  | 1:36.61 | 3:17.84 |
| Brons  | Benjamin Raich      | AUT  | 1:41.05  | 1:37.21 | 3:18.26 |
| 4      | Rainer Schönfelder  | AUT  | 1:41.90  | 1:36.77 | 3:18.67 |
| 5      | Lasse Kjus          | NOR  | 1:38.97  | 1:40.83 | 3:19.80 |
| 6      | Paul Accola         | SUI  | 1:39.62  | 1:42.64 | 3:22.26 |
| 7      | Patrick Staudacher  | ITA  | 1:39.23  | 1:43.24 | 3:22.47 |
| 8      | Jean-Philippe Roy   | CAN  | 1:43.31  | 1:39.37 | 3:22.68 |

## Dames

### Afdaling
| rang   | sporter(s)         | land | tijd    |
| ------ | ------------------ | ---- | ------- |
| Goud   | Carole Montillet   | FRA  | 1:39.56 |
| Zilver | Isolde Kostner     | ITA  | 1:40.01 |
| Brons  | Renate Götschl     | AUT  | 1:40.39 |
| 4      | Hilde Gerg         | GER  | 1:40.49 |
| 5      | Corinne Rey-Bellet | SUI  | 1:40.54 |
| 6      | Selina Heregger    | AUT  | 1:40.56 |
| 7      | Sylviane Berthod   | SUI  | 1:40.67 |
| 8      | Mélanie Turgeon    | CAN  | 1:40.71 |

### Super G
| rang   | sporter(s)            | land | tijd    |
| ------ | --------------------- | ---- | ------- |
| Goud   | Daniela Ceccarelli    | ITA  | 1:13.59 |
| Zilver | Janica Kostelić       | CRO  | 1:13.64 |
| Brons  | Karen Putzer          | ITA  | 1:13.86 |
| 4      | Alexandra Meissnitzer | AUT  | 1:13.95 |
| 5      | Hilde Gerg            | GER  | 1:13.99 |
| 6      | Michaela Dorfmeister  | AUT  | 1:14.08 |
| 7      | Carole Montillet      | FRA  | 1:14.28 |
| 8      | Renate Götschl        | AUT  | 1:14.44 |

### Reuzenslalom
| rang   | sporter(s)                  | land | tijd    |
| ------ | --------------------------- | ---- | ------- |
| Goud   | Janica Kostelić             | CRO  | 2:30.01 |
| Zilver | Anja Pärson                 | SWE  | 2:31.33 |
| Brons  | Sonja Nef                   | SUI  | 2:31.67 |
| 4      | Alexandra Meissnitzer       | AUT  | 2:31.95 |
| 4      | Michaela Dorfmeister        | AUT  | 2:31.95 |
| 6      | María José Rienda Contreras | ESP  | 2:32.53 |
| 7      | Allison Forsyth             | CAN  | 2:32.78 |
| 7      | Ylva Nowen                  | SWE  | 2:32.78 |

### Slalom
| rang   | sporter(s)      | land | tijd    |
| ------ | --------------- | ---- | ------- |
| Goud   | Janica Kostelić | CRO  | 1:46.10 |
| Zilver | Laure Péquegnot | FRA  | 1:46.17 |
| Brons  | Anja Pärson     | SWE  | 1:47.09 |
| 4      | Ylva Nowen      | SWE  | 1:47.18 |
| 5      | Martina Ertl    | GER  | 1:47.82 |
| 6      | Monika Bergmann | GER  | 1:47.98 |
| 7      | Vanessa Vidal   | FRA  | 1:48.11 |
| 8      | Henna Raita     | FIN  | 1:48.40 |

### Combinatie
| rang   | sporter(s)           | land | afdaling | slalom  | tijd    |
| ------ | -------------------- | ---- | -------- | ------- | ------- |
| Goud   | Janica Kostelić      | CRO  | 1:16.00  | 1:27.28 | 2:43.28 |
| Zilver | Renate Götschl       | AUT  | 1:15.27  | 1:29.50 | 2:44.77 |
| Brons  | Martina Ertl         | GER  | 1:16.78  | 1:28.38 | 2:45.16 |
| 4      | Marlies Oester       | SUI  | 1:17.27  | 1:29.34 | 2:46.61 |
| 5      | Michaela Dorfmeister | AUT  | 1:15.85  | 1:31.00 | 2:46.85 |
| 6      | Lindsey Kildow       | USA  | 1:16.61  | 1:31.44 | 2:48.05 |
| 7      | Geneviève Simard     | CAN  | 1:18.26  | 1:29.88 | 2:48.14 |
| 8      | Cathérine Borghi     | SUI  | 1:16.88  | 1:31.91 | 2:48.79 |

## Medaillespiegel
| rang | land             | goud | zilver | brons | totaal |
| ---- | ---------------- | ---- | ------ | ----- | ------ |
| 1    | Kroatië          | 3    | 1      | 0     | 4      |
| 2    | Oostenrijk       | 2    | 2      | 5     | 9      |
| 3    | Frankrijk        | 2    | 2      | 0     | 4      |
| 4    | Noorwegen        | 2    | 1      | 1     | 4      |
| 5    | Italië           | 1    | 1      | 1     | 3      |
| 6    | Verenigde Staten | 0    | 2      | 0     | 2      |
| 7    | Zweden           | 0    | 1      | 1     | 2      |
| 8    | Duitsland        | 0    | 0      | 1     | 1      |
| 8    | Zwitserland      | 0    | 0      | 1     | 1      |
|      |                  | 10   | 10     | 10    | 30     |